# Krokavan, Härjedalen
Krokavan är en sjö i Bergs kommun i Härjedalen och ingår i Ljungans huvudavrinningsområde.